# Permanenta tänder

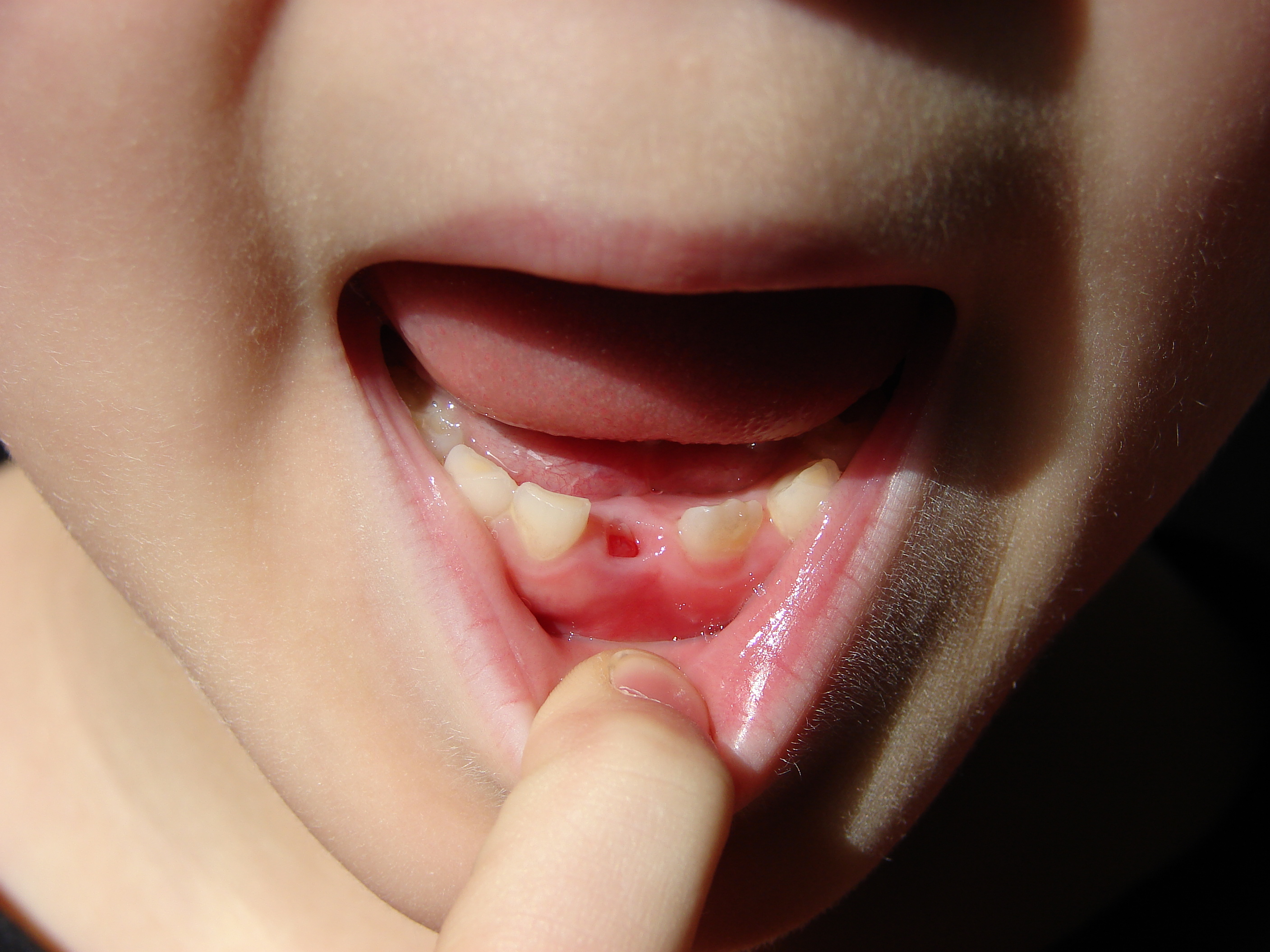
Underkäken på en 7-åring. I mitten syns hålet efter en tappad mjölktand. Till vänster syns sittande mjölktänder och till höger en permanent tand.

Permanenta tänder är de tänder som ersätter mjölktänderna hos barn och sedan ska finnas kvar resten av livet. De har en mindre vit färg än mjölktänderna.
Ett barn har 20 mjölktänder, och en vuxen människa har upp till 32 permanenta tänder, varav de första 20 ersätter mjölktänderna i sexårsåldern, och de sista kommer fram som visdomständer i 16- till 25-årsåldern. Detta kan dock variera mellan olika individer, och hos vissa dyker inte alla visdomständer upp. En del får inga visdomständer över huvud taget.
De permanenenta tänderna börjar växa när barnet är 0-3 år, men har inte vuxit fram till tandköttet förrän mjölktänderna lossnar. Mjölktänderna lossnar som svar på att den permanenta tanden under är färdig att ersätta den. Detta sker först med framtänderna, och brukar ungefär sammanfalla i tid med kindtänderna (sexårständerna). Flickor brukar ha en något tidigare tandutveckling än pojkar. Utväxlingen av mjölktänder med permanenta tänder tar flera år, och brukar starta i åldern 5-7 år och vara färdig när barnet är 9-13 år. Samtidigt med tandväxlingen växer käkbenet, vilket ger plats för nya kindtänder. Tandväxligen sker ofta först i underkäken och sedan med motsvarande tänder i överkäken. Efter de fyra framtänderna, följer tandväxling av de intilliggande tänderna i under- och överkäke, varefter tandväxlingen fortsätter bakåt i käken.
När den permanenta tanden kommit fram är emaljen utvecklad, men fortfarande porös eftersom mineraliseringen ännu inte är färdig. Mineraliseringen slutförs av joner i saliven. Utvecklingen av emaljen tar ungefär två år efter att tanden vuxit fram. Fluor hjälper mineraliseringen av de permanenta tänderna och gör emaljen bättre.
Försenad utveckling av permanenta tänder kan tyda på hypotyreos, tillväxthormonbrist. eller D-vitaminbrist. Hastigare tandväxling (att tänderna kommer ovanligt tidigt) uppkommer vid giftstruma. Barn kan ha en tand för mycket (övertal) eller sakna en tand.
Tandlossning av de permanenta tänderna kallas parodontit. Detta orsakas av inflammationer i munnen. Ungefär hälften av alla över 50 år har parodontit i någon utsträckning.